# VII. István moldvai fejedelem
VII. István vagy Tomşa István (? – 1564. május 5.) moldvai fejedelem 1563 augusztusától 1564 márciusáig.
Hetman volt – II. János moldvai fejedelem korábbi katonai vezetője –, ennek ellenére a János elleni összeesküvés élére állt. Szucsáva várát három hónapi ostrom után bevette, és az oda zárkózott vajdát kivégeztette. Istvánt ezután a moldvai bojárok vajdájuknak nevezték ki, a török viszont nem ismerte el. A porta a régi vajdát, IV. Sándort visszaküldte, melynek következtében István Lengyelországba menekült, ahol a lengyelek szultáni kérésre elfogták és megölték.